# Porza
Porza är en ort och kommun  i distriktet Lugano i kantonen Ticino, Schweiz. Kommunen har 1 679 invånare (2023).